# 台北天后宮

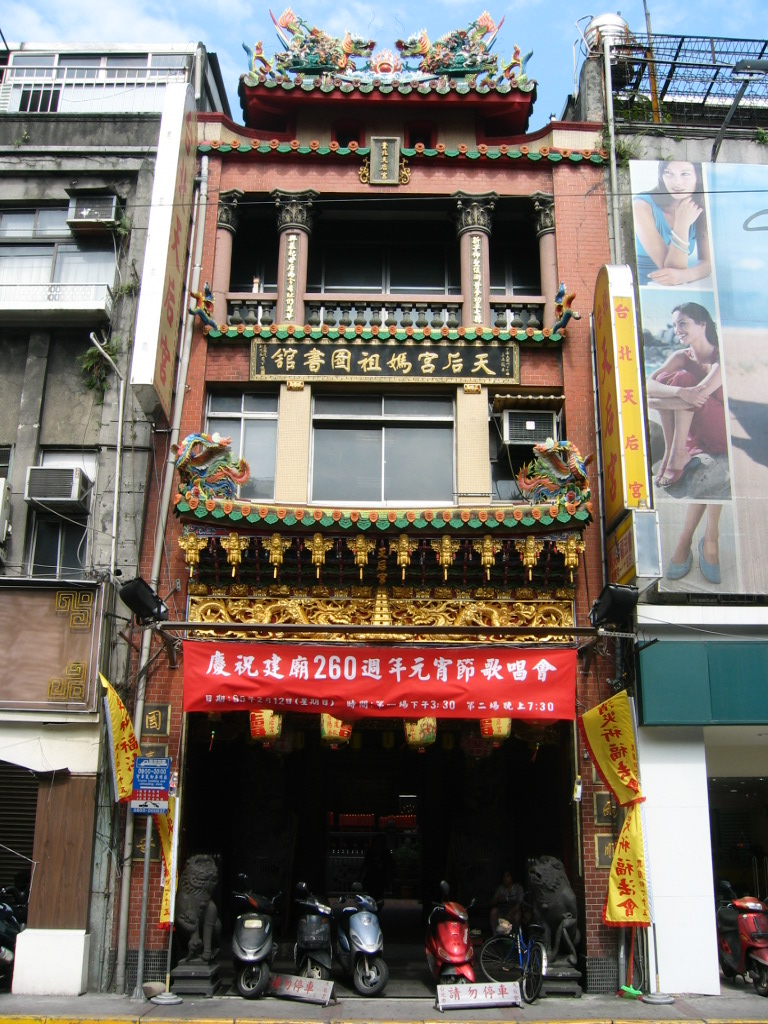
台北天后宮

台北天后宮（たいほくてんこうぐう）は、台湾台北市西門町にある媽祖廟。西門町媽祖廟とも呼ばれている。主神は媽祖で、弘法大師も祀られている。

## 弘法大師

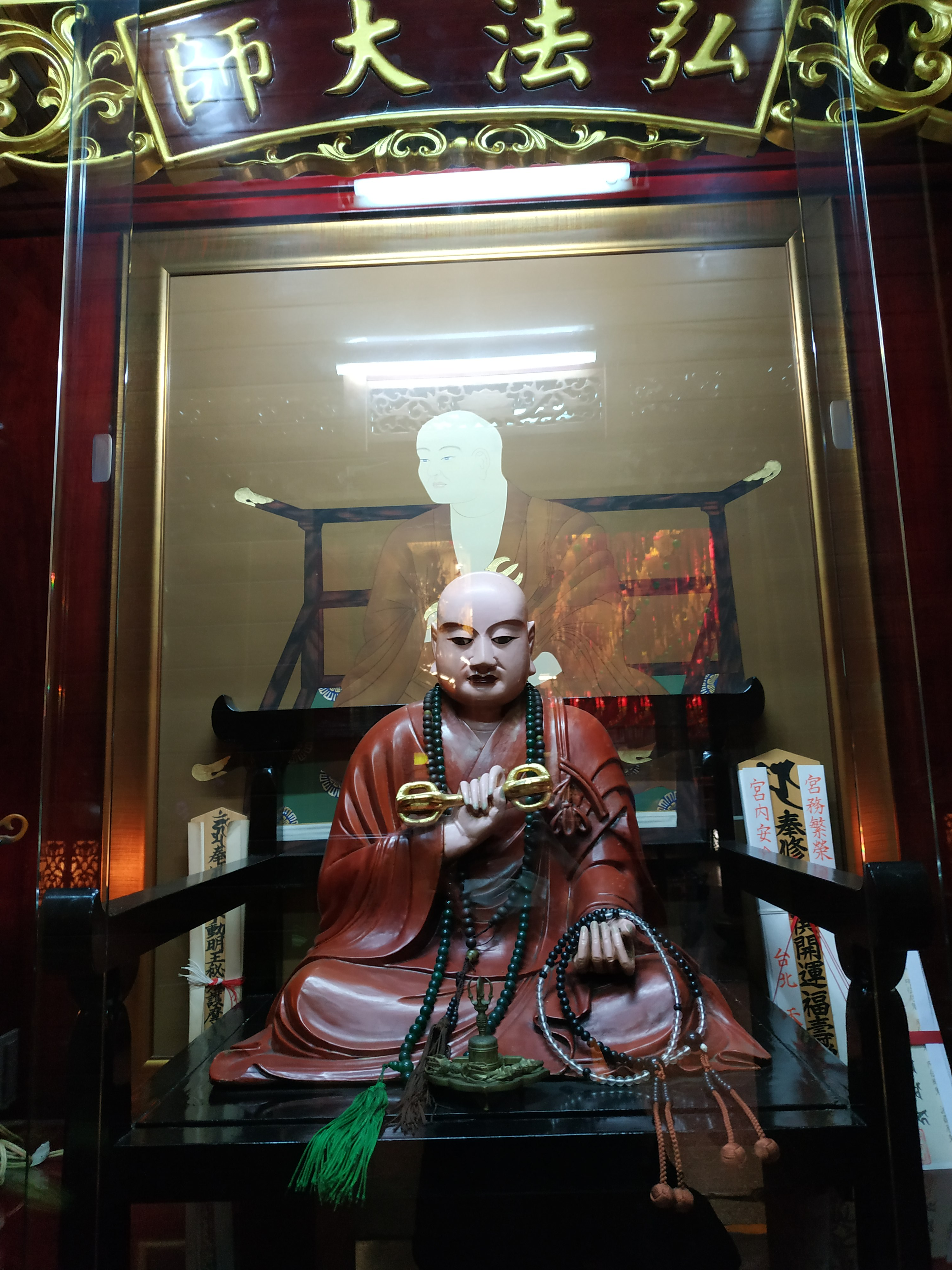
弘法大師像

日本統治時代、真言宗高野派の台湾総本山として現在地に「新高野山弘法寺」が建立された。戦後、弘法寺がなくなった後、媽祖廟の管理人の夢枕に弘法大師がが現れて祀られたいと告げたことから、お告げに従い弘法大師を祀るようになったという。